# 四国军棋
四国军棋是由陆战棋演变而来的一种棋，約1980年代於中國大陸出現，由四或五个人来玩，对面两人为一方，轮流出棋，另外一个人当裁判。四个人互相牵制互相配合。四国军棋的很多规则都与陆战棋相同。近年已可用電子儀器當裁判。四國軍棋相較於兩人玩的陸軍棋內容更為豐富有趣，由於為二對二模式，且四家中間多了九宮格，因此十分注重同盟國間的戰術配合。在中國大陸十分熱門。
四國軍棋最早出現的玩法為四暗，亦是現今最通行的玩法。四暗中四國均不能互見棋子，因此玩家不僅必須判斷敵軍的子粒部署，也需同時判斷友軍的子粒部署，而在部分無法彼此溝通的網路四國軍棋模式，更吃重棋手本身的判斷能力，且更要注意不要誤導對家。
隨著網路上四國軍棋的興起，雙明與全明模式亦逐漸發展。
雙明相較於四暗，兩個友軍能互見棋子，因此彼此訊息能夠流通(如友軍棋子被吃可得知敵方子粒大概大小)，且更能走出一些配合步法，此模式更適合讓熟悉彼此棋路的好友同隊遊玩。
全明模式中四家皆能互見棋子，由於完全沒有暗棋的成分，遊戲目標也從心理戰、訊息戰轉成了純粹的實力比拼，十分吃重棋手本身的運算能力，須能看到後面幾步的變化。
雙明的延伸玩法為雙控，即兩人分別操縱兩國的棋子，由於從二對二成一對一，棋手完全能照自己的意思走出最完美的「配合」。

## 棋子与棋盘

四国军棋

每方棋子25枚，与陆战棋相同。为便于区分，四国军棋中各方棋子的颜色是不同的，因此四国军棋没有翻棋和糊棋玩法。
棋盘上，每方阵营有30个停靠点，与陆战棋相同；四方阵营中间又有9个停靠点，均在铁路上。

## 游戏规则

### 布阵
把棋子放在除行营外的位置上，但炸弹不能放在第一排；地雷只能放在最后两排；军旗只能放在大本营。

### 走子
在公路上，棋子每次只能走一步；在铁路上，只要路途没有棋子阻隔，步数就不受限制。但遇到铁路直角拐弯时，除了“工兵”允许通过外，其他棋子是不能通过的。另外，大本营中的棋子以及 " 地雷 " ，不能移动。
另外一种是很刺激的可以拐弯的走棋规则，也就是说遇到铁路直角可以并只能拐弯一次。这拐弯规则增加了许多变化，要求更多的思考和更强的配合意识，且行棋速度快，下一盘10分钟不到，很适合当下快节奏的生活。此下法起源于浙江大学，不过未被各大联机平台采用。

### 吃子
军棋棋子的大小顺序是：司令、军长、师长、旅长、团长、营长、连长、排长、工兵，小棋遇大棋被吃，相同棋子相遇则同归于尽；工兵能吃地雷；炸弹遇任何子皆同归于尽。 除工兵、炸弹外，其他棋子均敗于地雷。不能吃行营里的子。司令阵亡则须亮出本方军旗。

### 胜负
当某一方两个玩家的军旗均被消灭（或无子可走）时，游戏结束。一方只有一个玩家的军旗被消灭时，游戏仍然不算结束。当作战两方均认为无力攻灭对手时，则可以选择和局。

### 網上四国軍棋
現在中國大陸有不少網上版的四国軍棋，多數以Flash或Java運行，一些即時聊天程式如QQ也可以進行四國軍棋遊戲，容許玩家互相交談，和對家交換對手的情報之餘，旁觀者亦可以觀棋以及參與討論。

### 術語
四國軍棋並沒有官方的術語，多數是玩家們約定俗成。子粒稱呼方面，除了以原本的名稱如司令、軍長稱呼之外，隨著網路四國軍棋的興起，玩家們為了方便溝通，延伸出了一些稱呼，常見者如簡稱為「令」、「軍」、「炸」，抑或使用數字稱呼。司令以其諧音稱之為「40」，隨等級遞減數字亦逐漸遞減直至工兵「32」，炸彈稱為「00」，地雷稱為「41」，軍棋稱為「07」等等。亦有人以令為「0」，以師為「4」。台灣的叫法則是司令為1、軍長為2……如此類推，工兵為9，地雷為0，炸彈為B。
對於棋盤上各個位置的稱呼亦無定論，但不少玩家將某方陣地的某個位置以兩個數字的座標稱呼，縱排為1至6，橫排為1至5，如兩大本營之間的位置稱之為「63」。一方陣地內左右兩邊的第一個位置被稱為鋒位，餘下三個位置分別被稱為「眉位」、「眉心」，第三排非行營亦非鐵軌的兩個兵站常被稱為「肋位」。第五排的左右兩個位置常被稱為「旗角」，在這兩個位置的非地雷棋子也常被稱為「角炸」、「角令」、「角軍」等等。非軍旗大本營常被稱為假棋。兩個大本營上方的位置可依是否於軍旗之上稱之為「旗台」、「假旗台」，兩個旗台中間的位置則常被稱為台中。
對於行營的稱呼可根據方位稱之為「左上營」、「右上營」、「中營」、「左下營」、「右下營」，下方兩個行營也常被稱為「旗營」、「假旗營」。
對於地雷的擺放方式也有一些稱呼，常見的有三角雷、包角雷（手枪雷）、一字雷等等。後兩排常被稱為雷區。四家中間的九個兵站被稱為九宮。坐在對面的友軍稱為對家，上一個走棋的與下一個走棋的可稱為上家與下家，也可根據棋子的顏色稱為紅方，綠方，紫方，藍方。
四家之中的最大子稱為令子，司令是最開始的令子，但當四個司令都陣亡後，軍長即為令子，依此類推。
在棋局進行中，主動用炸彈攻擊未確認一定是大子的子粒(如沒吃子或只吃過小子)稱為空炸、空投。空炸有一定的風險，但若成功炸到敵大子則省去消耗子粒試探的麻煩。
某一方利用子粒佔據九宮以對地方子粒進行壓制，使其不敢輕出的戰術稱為控盤，通常控盤的一方已經在子粒上取得局部優勢。
某方使非司令子粒走的像司令，利用司令的威懾性從而達到欺騙敵手的戰術稱為假司令、裝司令。由於真司令有被敵人炸彈威脅之虞，有時會利用假司令在外控盤，再藉由假裝司令粗心離開主要線路，使敵方大子直接撞到真司令身上。
某方使非炸彈子粒走得像炸彈稱為假炸彈。炸彈十分脆弱，而且只有兩顆，炸彈若貿然追擊敵人大子很可能被敵人工兵或小子碰掉，因此假炸彈可擔當此任，而敵方亦未必能準確分別真假，可能會選擇迴避，小子碰，工兵飛，或是不予理會甚至反吃。
在棋局中快速連續出子對敵方進行攻擊稱為閃電，通常是以直接奪旗為目的，大子聚集在鐵路上為其特徵(未必同邊)。閃電戰運氣成分頗高，連續的進攻可能使敵方措手不及，另一家可選擇出子封鎖另一家或加入進攻。若閃電戰成功後(即成功奪取一方軍旗)攻擊者往往也會元氣大傷，閃電方的損失是由被滅的那方剩餘未動的子粒來補足的。推土機戰法為閃電的一種，其布局特徵為大子多數聚於一路，另一側以中子配雙炸或單炸防守甚至完全捨棄，主力一般部署於非軍旗側，但亦有以軍旗側向敵人發動攻擊以命搏命的。
穩紮穩打，判斷戰局再適時攻防稱為盤棋，盤棋戰術一般不以快速奪旗為目標，而是藉由消耗對手的子粒以邁向勝利，盤棋類布局可能大子靠前以便出動，但並不像閃電布局一樣攻擊性強，或是採取平均的陣形。
大子殿後，或是子粒堅守不出者常被稱為龜陣、烏龜、強守陣，烏龜者若遭強攻通常能防禦的得心應手，但缺點是對對家的救援能力大打折扣，烏龜者常要面對一打二的局面。此類布局經常使用師長跟炸死守，或是大子聚集於五六線。
旗側重兵部署，另一側卻皆為小子，連師長都幾乎找不到的陣稱為偏陣，偏陣一般在實力虛弱側不易為對家解圍，且經常被一個中高級幹部直接打穿。若一列皆為小子多半會重雷看防，以防被人從側面迂迴進攻軍旗得手。
刻意以走空子粒、忽略防守以令敵人誤認為我方軍旗非軍旗側的戰術稱為空城，其特徵常為旗上兵、軍旗一路聚小。空城僅能在司令尚未陣亡時使用，若成功則能驅使敵方對另一側進行攻擊甚至扛假軍旗，從而損兵折將，一無所獲。一般底線真旗側會埋伏一些兵力(如真司令)以防不測。

## 衍伸玩法

### 乱战四国军棋
乱战四国军棋，是在四国军棋的基础上发展出的一种新玩法。一名玩家对面为友军，两侧为敌军。
分子是从四国军棋中100个子随机分成4堆，每堆25个子，由各玩家依次选择一堆作为自己的子力。
各种子的总数：
- 司令 4枚
- 军长 4枚
- 师长 8枚
- 旅长 8枚
- 团长 8枚
- 营长 8枚
- 连长 12枚
- 排长 12枚
- 工兵 12枚
- 炸弹 8枚
- 地雷 12枚

如果完全随机分子，则可能出现无法按规则布阵的情况。（有所有12枚地雷、所有8枚炸弹及至少1枚军旗）同时，为了防止子力分布过于不均，一般分子时有一定的规则。
布阵
各子必须置于己方可布子区域内的兵站及大本营中。行营内不可布子。布阵时，沿用军旗必须布于大本营内的规则。若一方有多于1个军旗，则可以只将一个军旗置于大本营内，其余可充当军长。
地雷必须置于最后2排；若一方有多于（或不少于）5个地雷，则可以将地雷置于倒数第三排。炸弹不得置于第一排。
判定胜利
1. 如果一名玩家的军旗被对方挖掉，或是所有可移动棋子全部损失，该玩家算输。
2. 如果一队的两名玩家都被判输，则另一队的两名玩家算获胜。
3. 如果一名玩家有司令，但没有军旗，司令阵亡时需要选择一边大本营升军旗（自己任选一边），对手只要将这个翻开的大本营攻下算胜；司令未阵亡时，即未翻开一边大本营时，被攻下任何一边大本营均算失败。
4. 如果一名玩家没有司令，也没有军旗时，永远不需要升军旗，对手只有将其2个大本营都攻下算胜。
5. 如果一名玩家有2枚以上司令，最后1枚司令阵亡才升军旗（无军旗时自己任意选一边大本营），升军旗的大本营被对手攻下即算输。
6. 如果一名玩家有至少2枚军旗，并在2个大本营中都放置了军旗，对手需要将2个大本营都攻下算胜。 [1]

### 六國軍棋
近年來出現的新棋種